# San Antonio de las Barrancas
San Antonio de las Barrancas är en ort i Mexiko.   Den ligger i kommunen Matehuala och delstaten San Luis Potosí, i den centrala delen av landet, 500 km norr om huvudstaden Mexico City. San Antonio de las Barrancas ligger 1 441 meter över havet och antalet invånare är 391.
Terrängen runt San Antonio de las Barrancas är kuperad västerut, men österut är den platt. Terrängen runt San Antonio de las Barrancas sluttar österut. Runt San Antonio de las Barrancas är det ganska glesbefolkat, med 28 invånare per kvadratkilometer. San Antonio de las Barrancas är det största samhället i trakten. Omgivningarna runt San Antonio de las Barrancas är i huvudsak ett öppet busklandskap.